# ۹۰۰۰ هال
سیارک ۹۰۰۰ (به انگلیسی: 9000 Hal، نامگذاری:1981JO) نه هزارمین سیارک کشف شده است که در ۳ مه ۱۹۸۱ کشف شد.
قدر مطلق سیارک برابر ۱۳٫۶۰ است.